# Antimuscarinique
Un agent antimuscarinique est un agent anticholinergique qui bloque l'activité du récepteur muscarinique de l'acétylcholine.
L'acétylcholine (abrégé ACh) est un neurotransmetteur dont le récepteur est une protéine présente dans les synapses et d'autres membranes cellulaires. En plus de répondre à leur neurotransmetteur primaire, les récepteurs peuvent être sensibles à d'autres molécules. Il existe deux types de récepteur pour l'acétylcholine :
- les récepteurs muscarinique, qui répondent à la muscarine ;
- les récepteurs nicotinique, qui répondent à la nicotine.

La plupart des antimuscariniques sont des produits chimiques de synthèse.
Mais les deux antimuscariniques les plus couramment utilisés, la scopolamine et l'atropine, sont des alcaloïdes naturels extrait de la belladone.

## Effets
La scopolamine et l'atropine ont des effets similaires sur le système nerveux périphérique. Cependant, l'atropine a des effets plus importants sur le système nerveux central (SNC) que la scopolamine en raison de sa capacité à traverser la barrière hémato-encéphalique.
À des doses plus élevées que thérapeutiques, l'atropine et la scopolamine provoquent une dépression du système nerveux central caractérisée par une amnésie, de la fatigue et une réduction du sommeil à mouvements oculaires rapides.
La scopolamine a une activité antiémétique et utilisée pour traiter le mal des transports.
Les antimuscariniques sont également utilisés comme médicaments antiparkinsoniens. Dans la maladie de Parkinson, il existe un déséquilibre entre les niveaux d'acétylcholine et de dopamine dans le cerveau, impliquant à la fois une augmentation des niveaux d'acétylcholine et une dégénérescence des voies dopaminergiques. Ainsi, dans la maladie de Parkinson, le niveau d'activité dopaminergique est diminué. Une méthode d'équilibrage des neurotransmetteurs consiste à bloquer l'activité cholinergique centrale à l'aide d'antagonistes des récepteurs muscariniques.
L'atropine agit sur les récepteurs muscariniques de type M2 du cœur et inhibe l'activité de l'acétylcholine. Il provoque une tachycardie en bloquant les effets vagaux sur le nœud sinusal. L'acétylcholine provoque une hyperpolarisation du nœud sinusal et augmente ainsi la fréquence cardiaque.
Si l'atropine est administrée par injection intramusculaire ou sous-cutanée, elle provoque une bradycardie initiale en agissant sur les récepteurs présynaptiques muscariniques de type M1 (autorécepteurs). La recapture d'acétylcholine dans l'axoplasme est empêchée et le nerf présynaptique libère plus d'acétylcholine dans la synapse qui provoque une bradycardie initiale.
Dans le nœud atrioventriculaire, le potentiel de repos est raccourci, ce qui facilite la conduction. Cela se manifeste par un intervalle PR raccourci sur l'électrocardiogramme.
L'atropine à dose thérapeutique ne provoque pas de baisse de la pression artérielle. Pour des fortes doses, elle provoque une baisse de la tension artérielle. En effet la tachycardie et la stimulation des centres vasomoteurs entraînent une augmentation de la pression artérielle. Mais, en raison de la régulation par rétroaction des centres vasomoteurs, il y a une baisse de la pression artérielle par vasodilatation.
Les principaux anti muscariniques sont :
- l'atropine ;
- l'hyoscyamine ;
- le butylbromure ;
- le bromhydrate d'hyoscine ;
- l'ipratropium ;
- le tropicamide ;
- le cyclopentolate ;
- la pirenzépine ;
- la révéfénacine.

Les antimuscariniques tels que le bromure d'ipratropium peuvent également être efficaces dans le traitement de l'asthme, car l'acétylcholine est connue pour provoquer une contraction des muscles lisses, en particulier dans les bronches.

## Tableau de comparaison

### Aperçu des différents antimuscariques
| Molécule                  | Sélectivité           | Usage clinique | Effet indésirable | Notes | Nom commerciaux |
| ------------------------- | --------------------- | --- | --- | --- | --- |
| Atropine D/L-Hyoscyamine  | NS                    | - Durant une anesthésie, - Antidote contre les toxiques contenant des anticholinestérases - Fibrillation auriculaire avec bradycardie - Antispasmodique dans l'hypermotilité intestinale. | - Rétention aigüe d'urine - Xérostomie - Vision floue | Dépression du système nerveux central | Symax, HyoMax, Anaspaz, Egazil, Buwecon, Cystospaz, Levsin, Levbid, Levsinex, Donnamar, NuLev, Spacol T/S and Neoquess |
| Atropine methonitrate     | NS                    | - Antispasmodique dans l'hypermotilité intestinale. | | Bloque la transmission dans les ganglions nerveux. Manque d'effet sur le système nerveux central                                            | |
| Aclidinium bromide        | Selective[pas clair]  | - Spasme bronchique - Bronchopneumopathie chronique obstructive (BPCO) | | Action prolongée | Tudorza |
| Benztropine               | Récepteurs M1         | - Maladie de Parkinson - Syndrome extrapyramidal causé par les antipsychotiques | | Réduit l’excès de l'effet cholinergique qui apparait par déficit de dopamine.                                                               | Cogentin |
| Cyclopentolate            | NS                    | - Utilisé pour les examens oculaires pour provoquer une mydriase et une cycloplégie. | - Hypertension oculaire | Action de courte durée. Dépression du système nerveux central                                                                               | |
| Diphenhydramine           | NS                    | - Syndrome extrapyramidal causé par les antipsychotiques - Antihistaminique - Insomnie. - Maladie de Parkinson - Traitement symptomatique de l'asthme                                     | - Sudation - Bouche sèche - Constipation - Rétention aigüe d'urine | Agit dans le système nerveux central, les vaisseaux sanguins et les muscles lisses.                                                         | Benadryl, Nytol |
| Doxylamine                | NS                    | - Antihistaminique - Antiémétique - Insomnie | - Vertiges - Bouche sèche | | Unisom |
| Dimenhydrinate            |                       | - Mal des transports | | Combinaison de diphenhydramine avec un sel de méthylxanthine                                                                                | Dramamine |
| Dicyclomine               |                       | - Syndrome de l'intestin irritable | | | Bentyl |
| Darifénacine              | Récepteurs M3         | - Incontinence urinaire | - Quelques effets secondaires | | Enablex |
| Flavoxate                 |                       | - Antispasmodique vésical | | | Urispas |
| Hydroxyzine               |                       | | | Action très faible | Vistaril, Atarax |
| Ipratropium               | NS                    | - Asthme - Bronchite | - Vasodilatation bronchique | N'agit pas sur l'excrétion mucociliaire | Atrovent and Apovent                                                                                                   |
| Mebeverine                |                       | - Forme primaire du syndrome de l'intestin irritable - Syndrome de l'intestin irritable avec lésions organiques.                                                                          | - Éruptions cutanées | Antispasmodique musculotrope avec une action sélective sur les muscles lisse du tractus gastro-intestinal et particulièrement sur le colon. | Colofac, Duspatal, Duspatalin                                                                                          |
| Oxybutynin                | Récepteurs M1, M3, M4 | - Hyperactivité vésicale - Incontinence impérieuse | | | Ditropan |
| Pirenzepine               | Récepteurs M1         | - Ulcère gastro-duodénal | - (Moins d'effets secondaires que les non sélectifs) | Inhibition des sécrétions gastriques. | |
| Procyclidine              | NS                    | - Syndrome de Parkinson, akathisie et dystonie aiguë dans un contexte toxique. - Maladie de Parkinson - Dystonie idiopathique ou secondaire.                                              | Une surdose provoque - Confusion - Agitation - Perte de sommeil qui peuvent durer plus de 24 heures. - Dilatation des pupilles insensible à la lumière. - Tachycardie - Hallucinations auditives et visuelles. | | |
| Scopolamine (L-Hyoscine)  | NS                    | - Mêmes usages que l'atropine - Mal des transports | - Les mêmes que l'atropine - sedation | Dépression du système nerveux central | Scopace, Transderm-Scop, Maldemar, Buscopan                                                                            |
| Solifénacine              |                       | - Hyperactivité vésicale - Incontinence impérieuse (en urgence) | | | Vesicare |
| Tropicamide               | NS                    | - Utilisé pour les examens oculaires pour provoquer une mydriase et une cycloplégie | - Hypertension oculaire | Action de courte durée. Dépression du système nerveux central                                                                               | |
| Tiotropium                |                       | - Bronchopneumopathie chronique obstructive (BPCO) | | | Spiriva |
| Trihexyphenidyl/Benzhexol | Récepteurs M1         | - Maladie de Parkinson | - mêmes effets que l'atropine | | Artane |
| Tolterodine               |                       | - Incontinence impérieuse | | | Detrusitol, Detrol |

### Tableaux comparatifs de l'affinité de différentes molécules avec chaque classe de récepteur muscarinique

#### Anticholinergiques
| Molécule                                                                                 | Récepteur M1 | Récepteur M2 | Récepteur M3 | Récepteur M4 | Récepteur M5 | Espèce     | Ref    |
| ---------------------------------------------------------------------------------------- | ------------ | ------------ | ------------ | ------------ | ------------ | ---------- | ------ |
| 3-Quinuclidinyl benzilate                                                                | 0.035–0.044  | 0.027–0.030  | 0.080–0.088  | 0.034–0.037  | 0.043–0.065  | Humain     | ,      |
| 4-DAMP                                                                                   | 0.57–0.58    | 3.80–7.3     | 0.37–0.52    | 0.72–1.17    | 0.55–1.05    | Humain     |        |
| AF-DX 250                                                                                | 427          | 55.0         | 692          | 162          | 3020         | Humain     |        |
| AF-DX 384                                                                                | 30.9         | 6.03         | 66.1         | 10.0         | 537          | Humain     |        |
| AQ-RA 741                                                                                | 28.8         | 4.27         | 63.1         | 6.46         | 832          | Humain     |        |
| Atropine                                                                                 | 0.21–0.50    | 0.76–1.5     | 0.15–1.1     | 0.13–0.6     | 0.21–1.7     | Humain     | ,      |
| Benzatropine (benztropine)                                                               | 0.231        | 1.4          | 1.1          | 1.1          | 2.8          | Humain     |        |
| Biperiden                                                                                | 0.48         | 6.3          | 3.9          | 2.4          | 6.3          | Humain     |        |
| Darifenacin                                                                              | 5.5–13       | 47–77        | 0.84–2.0     | 8.6–22       | 2.3–5.4      | Humain     |        |
| Dicycloverine (dicyclomine)                                                              | 57 (IC50)    | 415 (IC50)   | 67 (IC50)    | 97 (IC50)    | 53 (IC50)    | Humain/rat |        |
| Hexahydrodifenidol                                                                       | 11           | 200          | 16           | 76 (IC50)    | 83           | Humain/rat |        |
| Hexahydrosiladifenidol                                                                   | 44           | 249          | 10           | 298 (IC50)   | 63           | Humain/rat |        |
| (R)-Hexbutinol                                                                           | 2.09         | 20.9         | 2.14         | 3.02         | 5.50         | Humain     |        |
| Hexocyclium                                                                              | 2.3          | 23           | 1.4          | 5.5          | 3.7          | Humain/rat |        |
| Himbacine                                                                                | 107          | 10.0         | 93.3         | 11.0         | 490          | Humain     |        |
| Ipratropium                                                                              | 0.49         | 1.5          | 0.51         | 0.66         | 1.7          | Humain     | [ 10 ] |
| Methoctramine                                                                            | 16–50        | 3.6–14.4     | 118–277      | 31.6–38.0    | 57–313       | Humain     |        |
| N-Methylscopolamine                                                                      | 0.054–0.079  | 0.083–0.251  | 0.052–0.099  | 0.026–0.097  | 0.106–0.125  | Humain     | [ 11 ] |
| Orphenadrine                                                                             | 48           | 213          | 120          | 170          | 129          | Humain     |        |
| Otenzepad (AF-DX 116)                                                                    | 1300         | 186          | 838          | 1800 (IC50)  | 2800         | Humain/rat |        |
| Oxybutynin                                                                               | 0.66         | 13           | 0.72         | 0.54         | 7.4          | Humain     |        |
| pFHHSiD                                                                                  | 22.4         | 132          | 15.5         | 31.6         | 93.3         | Humain     |        |
| Pirenzepine                                                                              | 6.3–8        | 224–906      | 75–180       | 17–37        | 66–170       | Humain     |        |
| Procyclidine                                                                             | 4.6          | 25           | 12.4         | 7            | 24           | Humain     |        |
| Propiverine                                                                              | 476          | 2970         | 420          | 536          | 109          | Humain     |        |
| Scopolamine (hyoscine)                                                                   | 1.1          | 2.0          | 0.44         | 0.8          | 2.07         | Humain     |        |
| Silahexacyclium                                                                          | 2.0          | 35           | 1.2          | 3.2          | 2.0          | Humain/rat |        |
| Timepidium                                                                               | 34           | 7.7          | 31           | 18           | 11           | Humain     |        |
| Tiquizium                                                                                | 4.1          | 4.0          | 2.8          | 3.6          | 8.2          | Humain     |        |
| Trihexyphenidyl                                                                          | 1.6          | 7            | 6.4          | 2.6          | 15.9         | Humain     |        |
| Tripitamine (tripitramine)                                                               | 1.58         | 0.27         | 38.25        | 6.41         | 33.87        | Humain     | [ 12 ] |
| Zamifenacin                                                                              | 55           | 153          | 10           | 68           | 34           | Humain     |        |
| Values are Ki (nM). The smaller the value, the more strongly the drug binds to the site. |              |              |              |              |              |            |        |

#### Antihistaminiques
| Molécule                                                                                           | Récepteur M1 | Récepteur M2 | Récepteur M3 | Récepteur M4 | Récepteur M5 | Espèce | Ref    |
| -------------------------------------------------------------------------------------------------- | ------------ | ------------ | ------------ | ------------ | ------------ | ------ | ------ |
| Bromphéniramine                                                                                    | 25700        | 32400        | 50100        | 67600        | 28800        | Humain | [ 13 ] |
| Chlorphénamine (chlorphéniramine)                                                                  | 19000        | 17000        | 52500        | 77600        | 28200        | Humain |        |
| Cyproheptadine                                                                                     | 12           | 7            | 12           | 8            | 11,8         | Humain | [ 7 ]  |
| Diphenhydramine                                                                                    | 80-100       | 120–490      | 84–229       | 53-112       | 30-260       | Humain | ,      |
| Doxylamine                                                                                         | 490          | 2100         | 650          | 380          | 180          | Humain |        |
| Mequitazine                                                                                        | 5.6          | 14           | 5.3          | 11.1         | 11,0         | Humain |        |
| Terfénadine                                                                                        | 8710         | 8510         | 5250         | 30900        | 11200        | Humain |        |
| Les valeurs sont K i (nM). Plus la valeur est petite, plus le médicament se lie fortement au site. |              |              |              |              |              |        |        |

#### Antidépresseurs
| Molécule                                                                                 | Récepteur M1 | Récepteur M2 | Récepteur M3 | Récepteur M4 | Récepteur M5 | Espèce | Ref    |
| ---------------------------------------------------------------------------------------- | ------------ | ------------ | ------------ | ------------ | ------------ | ------ | ------ |
| Amitriptyline                                                                            | 14.7         | 11.8         | 12.8         | 7.2          | 15.7         | Humain | [ 7 ]  |
| Bupropion                                                                                | >35,000      | >35,000      | >35,000      | >35,000      | >35,000      | Humain |        |
| Citalopram                                                                               | 1430         | ND           | ND           | ND           | ND           | Humain | [ 15 ] |
| Desipramine                                                                              | 110          | 540          | 210          | 160          | 143          | Humain |        |
| Desmethylcitalopram                                                                      | >10000       | >10000       | >10000       | >10000       | >10000       | Humain |        |
| Desmethyldesipramine                                                                     | 404          | 927          | 317          | 629          | 121          | Humain | [ 16 ] |
| Desvenlafaxine                                                                           | >10000       | >10000       | >10000       | >10000       | >10000       | Humain | [ 17 ] |
| Dosulepin (dothiepin)                                                                    | 18           | 109          | 38           | 61           | 92           | Humain |        |
| Doxepin                                                                                  | 18–38        | 160–230      | 25–52        | 20–82        | 5.6–75       | Humain | [ 14 ] |
| Escitalopram                                                                             | 1242         | ND           | ND           | ND           | ND           | Humain |        |
| Etoperidone                                                                              | >35000       | >35000       | >35000       | >35000       | >35000       | Humain |        |
| Femoxetine                                                                               | 92           | 150          | 220          | 470          | 400          | Humain |        |
| Fluoxetine                                                                               | 702–1030     | 2700         | 1000         | 2900         | 2700         | Humain |        |
| Fluvoxamine                                                                              | 31200        | ND           | ND           | ND           | ND           | Humain |        |
| Imipramine                                                                               | 42           | 88           | 60           | 112          | 83           | Humain |        |
| Lofepramine                                                                              | 67           | 330          | 130          | 340          | 460          | Humain |        |
| Norfluoxetine                                                                            | 1200         | 4600         | 760          | 2600         | 2200         | Humain |        |
| Nortriptyline                                                                            | 40           | 110          | 50           | 84           | 97           | Humain |        |
| Paroxetine                                                                               | 72–300       | 340          | 80           | 320          | 650          | Humain |        |
| Sertraline                                                                               | 427–1300     | 2100         | 1300         | 1400         | 1900         | Humain |        |
| Tianeptine                                                                               | >10000       | >10000       | >10000       | >10000       | >10000       | Humain | [ 18 ] |
| Trazodone                                                                                | >35,000      | >35,000      | >35,000      | >35,000      | >35,000      | Humain |        |
| Venlafaxine                                                                              | >35000       | >35000       | >35000       | >35000       | >35000       | Humain |        |
| Values are Ki (nM). The smaller the value, the more strongly the drug binds to the site. |              |              |              |              |              |        |        |

#### Antipsychotiques
| Molécule                                                                                 | Récepteur M1 | Récepteur M2 | Récepteur M3 | Récepteur M4 | Récepteur M5 | Espèce | Ref    |
| ---------------------------------------------------------------------------------------- | ------------ | ------------ | ------------ | ------------ | ------------ | ------ | ------ |
| Amisulpride                                                                              | >10,000      | >10,000      | >10,000      | >10,000      | >10,000      | Humain | [ 19 ] |
| Aripiprazole                                                                             | 6780         | 3510         | 4680         | 1520         | 2330         | Humain | [ 20 ] |
| Asenapine                                                                                | >10000       | >10000       | >10000       | >10000       | ND           | Humain |        |
| Bromperidol                                                                              | 7600         | 1800         | 7140         | 1700         | 4800         | Humain | [ 6 ]  |
| Chlorprothixene                                                                          | 11           | 28           | 22           | 18           | 25           | Humain |        |
| Chlorpromazine                                                                           | 25           | 150          | 67           | 40           | 42           | Humain |        |
| Clozapine                                                                                | 1.4–31       | 7–204        | 6–109        | 5–27         | 5–26         | Humain | ,      |
| Cyamemazine (cyamepromazine)                                                             | 13           | 42           | 32           | 12           | 35           | Humain | [ 23 ] |
| N-Desmethylclozapine                                                                     | 67.6         | 414.5        | 95.7         | 169.9        | 35.4         | Humain | [ 24 ] |
| Fluperlapine                                                                             | 8.8          | 71           | 41           | 14           | 17           | Humain |        |
| Fluphenazine                                                                             | 1095         | 7163         | 1441         | 5321         | 357          | Humain | [ 25 ] |
| Haloperidol                                                                              | >10000       | >10000       | >10000       | >10000       | >10000       | Humain |        |
| Iloperidone                                                                              | 4898         | 3311         | >10000       | 8318         | >10000       | Humain | [ 26 ] |
| Loxapine                                                                                 | 63.9–175     | 300–590      | 122–390      | 300–2232     | 91–241       | Humain | [ 27 ] |
| Melperone                                                                                | >15000       | 2400         | >15000       | 4400         | >15000       | Humain |        |
| Mesoridazine                                                                             | 10           | 15           | 90           | 19           | 60           | Humain |        |
| Molindone                                                                                | ND           | ND           | >10000       | ND           | ND           | Humain | [ 28 ] |
| Olanzapine                                                                               | 1.9–73       | 18–96        | 13–132       | 10–32        | 6–48         | Humain | [ 29 ] |
| Perphenazine                                                                             | ND           | ND           | 1848         | ND           | ND           | Humain |        |
| Pimozide                                                                                 | ND           | ND           | 1955         | ND           | ND           | Humain |        |
| Quetiapine                                                                               | 120–135      | 630–705      | 225–1320     | 660–2990     | 2990         | Humain |        |
| Remoxipride                                                                              | >10000       | >10000       | >10000       | >10000       | ND           | Humain |        |
| Rilapine                                                                                 | 190          | 470          | 1400         | 1000         | 1100         | Humain |        |
| Risperidone                                                                              | 11000        | ≥3700        | 13000        | ≥2900        | >15000       | Humain |        |
| Sertindole                                                                               | ND           | ND           | 2692         | ND           | ND           | Humain |        |
| Tenilapine                                                                               | 260          | 62           | 530          | 430          | 660          | Humain |        |
| Thioridazine                                                                             | 2.7          | 14           | 15           | 9            | 13           | Humain |        |
| Thiothixene                                                                              | >10000       | >10000       | >10000       | >10000       | 5376         | Humain | [ 30 ] |
| cis-Thiothixene                                                                          | 2600         | 2100         | 1600         | 1540         | 4310         | Humain |        |
| Tiospirone                                                                               | 630          | 180          | 1290         | 480          | 3900         | Humain |        |
| Trifluoperazine                                                                          | ND           | ND           | 1001         | ND           | ND           | Humain |        |
| Ziprasidone                                                                              | ≥300         | >3000        | >1300        | >1600        | >1600        | Humain | [ 31 ] |
| Zotepine                                                                                 | 18           | 140          | 73           | 77           | 260          | Humain |        |
| Values are Ki (nM). The smaller the value, the more strongly the drug binds to the site. |              |              |              |              |              |        |        |